# MotorStorm: Pacific Rift
MotorStorm: Pacific Rift is een race spel ontwikkeld door Evolution Studios en gepubliceerd door Sony Computer Entertainment voor de PlayStation 3 en is een vervolg op MotorStorm. Het spel heeft een gemodificeerde versie van de originele MotorStorm engine.

## Gameplay
Het spel neemt plaats op een eiland. In vergelijking met MotorStorm heeft MotorStorm: Pacific Rift ook monster trucks en de mogelijkheid om met vier spelers tegelijk op één scherm te spelen.

## Recensies
Het spel heeft positieve recensies gekregen met een gemiddelde van 81% op Metacritic. IGN gaf het spel een 8.3/10 en verklaarde dat de crashes fantastisch waren net als de controle en circuits, maar vond tevens dat er meer diversiteit kon zijn.

## Trivia
- Het spel is opgenomen in het boek 1001 Video Games You Must Play Before You Die van Tony Mott.